# Шайю, Поль дю
Поль Беллони дю Шайю фр. Paul Belloni Du Chaillu, 31 июля 1831 или 1835 года — 29 апреля 1903 года, Санкт-Петербург) — американский путешественник, исследователь Африки, этнограф, зоолог и писатель французского происхождения.

## Биография
Подробности его ранней биографии и точный год рождения неизвестны (в разных источниках указываются 1831-й, 1835-й и 1839-й); родился, по разным данным, в Париже или Новом Орлеане. В юности сопровождал отца, сотрудника французской компании, занимавшейся африканской торговлей, в путешествиях по западному побережью Африки. В торговом посту в Габоне получил некоторое образование от миссионеров и, занялся изучением этой страны, её природы и местных жителей, что впоследствии стало основой его научной деятельности. В 1852 году опубликовал ряд статей по данной теме в нью-йоркской прессе и в 1855-м был направлен Академией естественных наук в Филадельфии, убедившейся в уровне его знаний, в африканскую экспедицию. С 1855 по 1859 годы занимался исследованием областей Западной Африки в районе экватора, изучив значительные районы дельты реки Огове и устья Габона. Во время путешествий наблюдал большое количество крупных человекообразных обезьян (горилл), на тот момент известных учёным только по нескольким скелетам, и, по собственным заверениям, охотился на них. Считается первым белым человеком в новейшей истории, наблюдавшим и описавшим горилл.
Следующая экспедиция, состоявшаяся в 1863—1865 годах, позволила ему подтвердить сообщения античных авторов о народах пигмеев, населяющих африканские леса. Отчёты об обеих экспедициях были изданы в 1861 и 1867 годах соответственно, под названиями «Explorations and Adventures in Equatorial Africa, with Accounts of the Manners and Customs of the People, and of the Chace of the Gorilla, Crocodile, and other Animals» и «A Journey to Ashango-land, and further penetration into Equatorial Africa». Первая работа вызвала серьёзные споры в научном сообществе касательно своей правдивости, но последующие открытия доказали верность заявлений дю Шайю относительно сообщавшихся им фактов; хотя, возможно, некоторые приключения, которые он описал как имевшие место с ним, на деле являлись пересказом охотничьих историй местных жителей. Составленная им карта земель ашанго имела большую ценность, но фотографии и коллекции исследователя были утрачены во время его вынужденного бегства из Африки вследствие враждебности коренного населения. После нескольких лет, прожитых в Америке, за которые он написал несколько книг для молодежи, основанных на своих африканских приключениях, дю Шайю отправился в Северную Европу, где занялся изучением Лапландии и первобытной истории Скандинавского полуострова и издал в 1881 году труд «The Land of the Midnight Sun», в 1889 году — «The Viking Age», в 1900 году — «The Land of the Long Night». Умер в Санкт-Петербурге.